# Bataille de Tribuit
Selon l'Historia Brittonum de Nennius, c'est sur les rives du fleuve Tribuit que se déroula la 10e bataille d'Arthur. Il y est question de la participation de Kaï et de Bedwyr.
Le nom Trywrwyd se retrouve dans un des poèmes du Livre noir de Carmarthen.
Cet endroit est assimilé aux environs de Dumbarton en Écosse, sur le Firth of Forth.

## Source
- Jean Markale, Le Roi Arthur et la société celtique, Payot, 1976